# Tracktor Bowling
Tracktor Bowling er et russisk nu metal-band etableret i 1996.
Bandet udgav debutalbummet Naprolom i februar 2002.

## Nuværende medlemmer
- Lusine "Lou" Gevorkyan – vokal
- Alexander "Kondrat" Kondratiev – guitar
- Andrei "Mult" Ponasutkin – guitar
- Vitaly "Wit" Demidenko – bas
- Alexei "Proff" Nasarchuk – trommer

## Diskografi

### Album
- Напролом (2002)
- Черта (2005)
- Шаги по стеклу (2006)
- Tracktor Bowling (2010)

### Singler
- It’s Time To… (2005)
- Время (2008)
- Поколение Рок (2008)
- Ни шагу назад (2009)